# Amphiodia guillermosoberoni
Amphiodia guillermosoberoni är en ormstjärneart som beskrevs av Caso 1979. Amphiodia guillermosoberoni ingår i släktet Amphiodia och familjen trådormstjärnor. Inga underarter finns listade i Catalogue of Life.